# М
М (minuskule м) je písmeno cyrilice. Jeho tvar se v minuskulní i majuskulní variantě shoduje s tvarem majuskule písmena M v latince.
V latince písmenu М odpovídá písmeno M (m), v řeckém písmu v moderní řečtině mu odpovídá písmeno Μ (μ), v gruzínském písmu písmeno მ a v arménském písmu písmeno Մ (մ).
V hlaholici písmenu М odpovídá písmeno Ⰿ.